# Palača Berlaymont
Palača Berlaymont je poslovna stavba v Evropski četrti v Bruslju. Je sedež Evropske komisije - izvršilne veje Evropske unije.

## Zgodovina stavbe
Po letu 1958 je število uslužbencev komisije v Bruslju začelo hitro naraščati. Okoli 3200 oseb je bilo razporejenih po osmih pretesnih stavbah v Bruslju. V interesu, da Evropska komisija ostane v Bruslju, je belgijska vlada ponudila gradnjo sodobnega upravnega kompleksa za vso osebje. Po več možnih lokacijah so se odločili za 300 let star samostan Dames de Berlaymont, v katerem je do takrat delovala dekliška šola. Vlada je le-to preselila v novogradnjo zunaj mesta. Palačo so začeli graditi leta 1963, v celoti odprta pa je bila šest let kasneje, leta 1969. 
Zaradi dotrajanosti in nevarnega azbesta so jo leta 1995 pričeli renovirati. Ves čas renovacije je bila stavba izpraznjena, uslužbenci pa razseljeni po bližnjih stavbah. Palačo so v uporabo vračali postopoma, celotno pa je bila vseljiva leta 2004, tik pred nastopom Barrosove komisije. 

### Berlaymont danes
Kljub velikim površinam je za ustroj Evropske komisije stavba danes premajhna, zato v njej deluje le nekaj direktoratov in oddelkov komisije, prav tako je v njej sedež predsednika Evropske komisije ter kolegija komisarjev.

## Galerija
- Samostan Berlaymont.
- Novinarska soba v palači.
- Pogled iz pisarn.
- Vhod v palačo-.
- Konferenčna soba.
- Pročelje, pogled s Schumannovega krožišča.
- Konferenčna soba.
- Upodobitev Berlaymonta v znaku Evropske komisije.